# Кобаяси, Масаки
Масаки Кобаяси — японский кинорежиссёр и сценарист. Известен своими драматическими кинопроизведениями, затрагивающими тематику войны и культуры Японии.

## Биография
Масаки Кобаяси родился 14 февраля 1916 года на Хоккайдо. В юношестве учился в университете Васэда на философском отделении литературного факультета. В это время Масаки очень интересовался искусством стран Азии и Греции. В январе 1942 года Масаки был призван в армию, где служил в Маньчжурии. Масаки отказывался от всех повышений по службе, мотивируя этот отказ протестом против войны и её разрушений. В итоге Масаки так и остался рядовым. В ноябре 1946 года Масаки заканчивает военную службу и возвращается к своей работе в компании «Сётику» (яп. 松竹 Сё:тику). В 1947 году Кобаяси становится ассистентом режиссёра Кэйсукэ Киноситы, оказавшим на него некоторое влияние и ставшим для него своего рода наставником, а также пробует свои силы в киносценарии. Впоследствии Масаки основал вместе с Кобо Абэ собственную киностудию «Син-эй-про».

## Творческая работа
Первым самостоятельным фильмом Масаки Кобаяси как режиссёра стала драма «Юность сына». Следующим фильмом стал «Искренность» о любви подростка, на котором в качестве сценариста выступил Кэйсукэ Киносита. Однако Кобаяси хотел идти дальше и снимать другое кино, в результате этого он уходит из «Сётику» и вместе с писателем Кобо Абэ основывает «Син-эй-про», первым фильмом на котором стал «За толстой стеной». Сценарий был написан Кобо Абэ при участии Кобаяси. Фильм посвящён военной тематике, точнее военным преступникам, которые из-за того, что выполняли приказ, стали преступниками, а их непосредственные начальники «вышли сухими из воды». Однако фильм не выходил на экраны три года из-за своего антиамериканизма.
Раньше этого фильма, в 1956 году, выходит «Я вас покупаю», рассказывающий о молодом бейсболисте, одержимом жаждой наживы: он приносит в жертву всё, даже личные отношения, ради денег. В итоге он оказывается победителем. В фильме «Чёрная река» Кобаяси опять возвращается к военной тематике. На этот раз он рассказывает историю о коррупции в военных американских базах, которые притягивали к себе различных воров, проституток и азартных игроков. Самым монументальным фильмом Кобаяси стал фильм «Условия человеческого существования» — экранизация одноимённого романа Дзюмпэя Гомикавы. Экранизация представляла собой трилогию, каждая часть из которой длилась около 3 часов. Фильм рассказывает о пацифисте Кадзи, который был насильно завербован в армию и заставлен убивать китайцев, беспрекословно подчиняясь начальству. Кобаяси хотел показать, как война меняет человека, при этом сам режиссёр неоднократно сравнивал главного героя Кадзи, которого сыграл Тацуя Накадай, с собой во время службы в армии.
В 1962 году выходит чёрно-белый фильм «Харакири», рассказывающий историю самурая, который продал свой меч, чтобы помочь семье. Разорившись, самурай по традиции должен совершить харакири, однако меч продан, и ему приходится совершить харакири бамбуковым мечом. За этот позор начинает мстить тесть умершего, однако тоже погибает. Фильм получил специальный приз жюри на кинофестивале в Каннах. В 1965 году выходит «Кайдан» (фильм известен также под названием «Повесть о привидениях»), экранизация четырёх произведений Лафкадио Хирна. Кроме того, впервые для режиссёра фильм снимался в цвете и полностью в студии. Особое значение для фильма имели цвет и музыка (композитор Тору Такэмицу). Каждый из эпизодов фильма обладал своим доминирующим цветом. Фильм был удостоен специального приза жюри на Каннском кинофестивале в 1965 году.
Кобаяси обращался и к телевидению, хотя не любил снимать в этом формате. Известен его телесериал «Окаменелость», также вышедший в киноверсии. Сюжет сериала повествует о неизлечимо больном предпринимателе, путешествующем по Европе. Особый акцент делается на внутренних переживаниях главного персонажа. В 1983 году выходит документальный фильм «Токийский суд», содержащий документальные кадры Токийского процесса, хронику войны в Маньчжурии, а также кадры Потсдамской конференции. Последним фильмом Кобаяси стал «Дом без еды», затрагивающий проблемы терроризма.

## Фильмография
| Год  | Русское название             | Оригинальное название                           | Кто                           |
| ---- | ---------------------------- | ----------------------------------------------- | ----------------------------- |
| 1949 | Призрак Ёцуи                 | Ёцуя кайдан                                     | Сценарист                     |
| 1949 | Дырявый барабан              | Ябурэ-дайко                                     | Сценарист                     |
| 1952 | Юность сына                  | 息子の青春 Мусуко-но сэйсюн                     | Режиссёр                      |
| 1953 | Искренность                  | まごころ Магокоро                               | Режиссёр                      |
| 1953 | За толстой стеной            | Кабэ ацуки хэя                                  | Режиссёр                      |
| 1954 | Три любви                    | 三つの愛 Миццу-но ай                            | Режиссёр, сценарист           |
| 1954 | Где-то под огромным небом    | Коно хирой сора но докока ни                    | Режиссёр                      |
| 1955 | Прекрасные дни               | 美わしき歳月 Урувасики сайгэцу                  | Режиссёр                      |
| 1956 | Я куплю вас                  | あなた買います Аната каймасу                    | Режиссёр                      |
| 1956 | Источник                     | 泉 Идзуми                                       | Режиссёр                      |
| 1957 | Чёрная река                  | 黒い河 Курой кава                               | Режиссёр                      |
| 1959 | Удел человеческий. Фильм I   | 人間の條件・第一・第二部Нингэн-но дзёкэн I      | Режиссёр, сценарист           |
| 1959 | Удел человеческий. Фильм II  | 人間の條件・第三・第四部 Нингэн-но дзёкэн II    | Режиссёр, продюсер, сценарист |
| 1961 | Удел человеческий. Фильм III | 人間の條件・完結篇 Нингэн-но дзёкэн III         | Режиссёр, продюсер, сценарист |
| 1962 | Харакири                     | 切腹 Сэппуку                                    | Режиссёр                      |
| 1962 | Наследство                   | からみ合い Карами-ай                            | Режиссёр                      |
| 1964 | Кайдан                       | 怪談 Кайдан                                     | Режиссёр                      |
| 1967 | Бунт самураев                | 上意討ち 拝領妻始末 Дзё̄и-ути: Хайрё̄ цума симацу | Режиссёр                      |
| 1968 | Японская молодёжь            | 日本の青春 Нихон-но сэйсюн                      | Режиссёр                      |
| 1970 | Под стук трамвайных колёс    | До дэсу кай дэн                                 | Продюсер                      |
| 1971 | Таверна зла                  | いのちぼうにふろう Иноти бо: ни фуро:           | Режиссёр                      |
| 1975 | Окаменелость                 | 化石 Касэки                                     | Режиссёр                      |
| 1979 | Пламенеющая осень            | 燃える秋 Моэру аки                              | Режиссёр                      |
| 1983 | Токийский суд (док.)         | 東京裁判 То:кё: сайбан                          | Режиссёр, сценарист           |
| 1985 | Дом без еды                  | 食卓のない家 Сёкутаку-но най иэ                 | Режиссёр, сценарист           |
| 2000 | Дора-хэйта                   | どら平太 Дора-хэйта                             | Сценарист                     |